# (5547) Acadiau
(5547) Acadiau es un asteroide perteneciente al cinturón de asteroides descubierto el 11 de junio de 1980 por Carolyn Shoemaker desde el Observatorio del Monte Palomar, Estados Unidos.

## Designación y nombre
Designado provisionalmente como 1980 LE1. Fue nombrado Acadiau en honor de la Universidad de Acadia, Wolfville, Nueva Escocia. Fundada en 1838, se convirtió en una de las mejores instituciones de artes liberales de Canadá. Se encuentra cerca de la cuenca de Minas, que cuenta con algunas de las mareas más dramáticas de la Tierra, y también se encuentra bajo algunos de los cielos nocturnos más oscuros de Canadá. La excelencia académica de Acadia y la pequeña población estudiantil proporcionan un ambiente fértil para una buena educación de pregrado.

## Características orbitales
Acadiau está situado a una distancia media del Sol de 2,614 ua, pudiendo alejarse hasta 2,939 ua y acercarse hasta 2,289 ua. Su excentricidad es 0,124 y la inclinación orbital 12,72 grados. Emplea 1544,12 días en completar una órbita alrededor del Sol.

## Características físicas
La magnitud absoluta de Acadiau es 12,4. Tiene 9,177 km de diámetro y su albedo se estima en 0,231. 